# Forcipomyia macrorhynchus
Forcipomyia macrorhynchus är en tvåvingeart som först beskrevs av Jean-Jacques Kieffer 1910.  Forcipomyia macrorhynchus ingår i släktet Forcipomyia och familjen svidknott. Inga underarter finns listade i Catalogue of Life.